# 6916 Левіспірс
6916 Левіспірс (6916 Lewispearce) — астероїд головного поясу. Відкритий 27 липня 1992 року Робертом Макнотом. Названий на честь Льюїса Персіваля Пірса (Lewis Percival Pearce) — молодшого сина астронома-аматора і спостерігача комет Ендрю Пірса (Andrew Pearce).
Тіссеранів параметр щодо Юпітера — 3,184.